# PMT航空241便墜落事故
PMT航空241便墜落事故（PMTair Flight 241）とは2007年にカンボジアで発生した航空事故である。着陸直前に墜落したもので、乗客全てが外国人であった。

## 事故の概要
2007年6月25日、PMT航空241便はカンボジア国内のシェムリアップからシアヌークビルへ向かっていた 。この便はチャーター機であり、ソ連（現ウクライナ）のアントノフ設計局製An-24-RV型機（機体記号:XU-U4A）で運航されていた。乗客16名のうち、13名は韓国人の団体観光客で、3名はチェコ人であった。また乗員はウズベキスタン人機長とカンボジア人副操縦士2名と航空機関士の4名と客室乗務員2名で合計6名であった。
241便は現地時間の午前10時40分頃、着陸5分前に首都プノンペンから南へ167km離れたカンポット州のジャングルに墜落した。フン・セン首相の指示により事故直後からカンボジアの軍警察約1000名や地元住民も参加して捜索活動が行われたが、悪天候により中断を余儀なくされるなど難航した。墜落地点の確定にはアメリカ合衆国の人工衛星も用いられた。6月27日にカンボジア軍のヘリコプターが北緯10度50分、東経103度55分のジャングルに墜落していた機体を発見したが、最終的に乗客乗員22名全員の死亡が確認された。
事故機は比較的原形をとどめており、火災などの痕跡はなかった。また事故機は事故直前は豪雨の中を目的地周辺で旋回飛行していたことが明らかになっている。
2008年3月、カンボジアの調査官は事故調査を終了した。PMT航空とパイロットのどちらかに責任があるのか特定できず、事故原因を特定することができなかった。